# Schiaccia campigliese
La schiaccia Campigliese  è il dolce tipico di Campiglia Marittima in Toscana. Si tratta di una torta croccante che va servita accompagnata con vino bianco o vin santo.

## Storia
La prima testimonianza risale al 1868 ed è stata trovata nel quaderno del vitto giornaliero di casa Maruzzi.

## Preparazione
Prima si procede ad un impasto con ingredienti quali farina, uova, strutto, zucchero e pinoli. Quando il tutto è pronto si inserisce nel forno a media temperatura (180°) per circa 30 minuti.
La sua particolarità consiste soprattutto nel sapore e nella consistenza conferitale dallo strutto, è possibile degustarla in molti ristoranti e trovarla nelle panetterie e pasticcerie della zona.

## Diffusione
La sua diffusione non si limita a Campiglia Marittima arrivando in tutta la provincia di Livorno.